# Illegitimi non carborundum

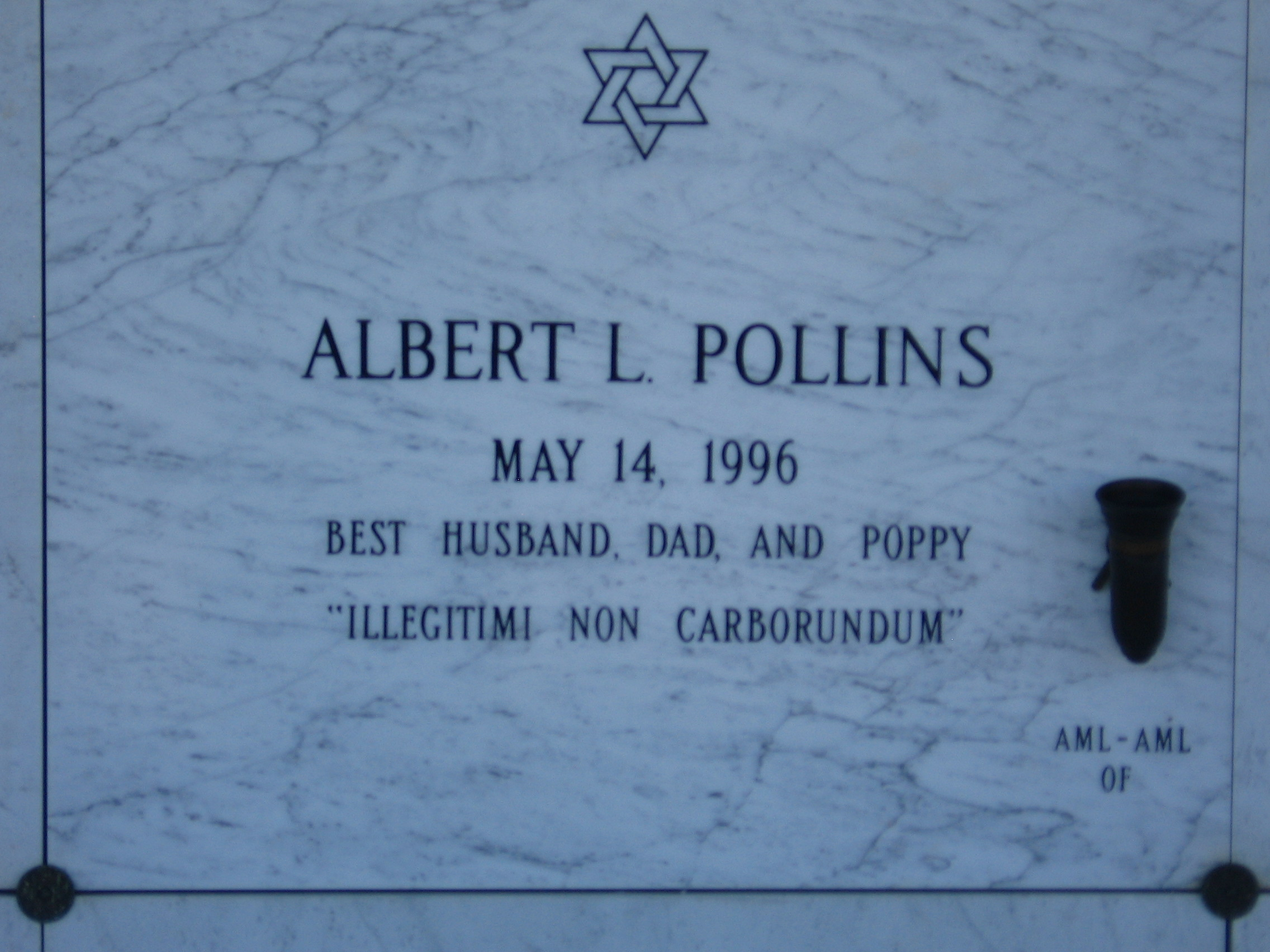
Grabstein mit dem Motto

Illegitimi non carborundum (auch: Illegitimis non carborundum) ist ein pseudolateinischer Sinnspruch. Im Englischen wird die Phrase (wie auch Varianten) meist mit Don’t let the bastards grind you down (im Deutschen etwa: Lass dich von den Mistkerlen nicht kleinkriegen) übersetzt.

## Entstehung
Die Entstehungsgeschichte des Spruchs ist nicht genau bekannt. Der Lexikograf Eric Partridge (1894–1979) vermutete, dass der Brite Stanley Casson (1889–1944) Urheber des scherzhaft gemeinten Aphorismus war. Casson hatte Klassische Archäologie am St John’s College in Oxford studiert und im Zweiten Weltkrieg zunächst beim Intelligence Corps des britischen Heeres und dann als Verbindungsoffizier zwischen griechischen Regierungsstellen und dem War Office gearbeitet.

“I wonder which Oxford 'Classic', exacerbated almost to desperation, coined this trenchant piece of exquisite Latinity?”

„Ich frage mich, welcher am Rande der Verzweiflung stehende Oxford-Alumnus dieses scharfsinnige Beispiel exquisiter Latinität geprägt hat.“

Die meisten Slang-Sprachwissenschaftler sind sich einig, dass der Ausdruck erstmals zu Beginn des Zweiten Weltkrieges unter Angehörigen des britischen Intelligence Corps verwendet wurde. Von dort verbreitete er sich in der britischen Armee, vorwiegend im Offizierskorps. Im Militär der Vereinigten Staaten wurde er populär, nachdem US-General Joseph Stilwell ihn als sein Motto während des Zweiten Weltkriegs benutzte. Später wurde er (mitunter in verschiedenen Abwandlungen) auch in Australien verwendet. Nach Ansicht des Sachbuchautors Ralph Keyes kann die Phrase aber auch schon in der Zeit der Great Depression vor dem Krieg entstanden sein, als das Erfinden lateinischer Sprichwörter ein beliebter Zeitvertrieb war.

## Bedeutung
Carborundum (im Deutschen: Karborund) ist kein lateinisches Wort, sondern ein alternativer Ausdruck für die chemische Verbindung Siliciumcarbid. Ursprünglich war der Begriff ein geschützter Markenname dieses 1893 von Edward Goodrich Acheson zum Patent angemeldeten Werkstoffs. Die Bezeichnung ist vermutlich eine Kombination der Begriffe Carbon/Carbide und Corundum. Die Verbindung wird unter anderem als Schleifmittel eingesetzt. Da der Schleifprozess im Englischen als grinding bezeichnet wird, dient die Verwendung des Ausdruckes „Carborundum“ der Verdeutlichung des Geschliffenwerdens im übertragenen Sinne.
Nach Ansicht der Altphilologen Wolfgang Kofler und Florian Schaffenrath soll der Begriff Carborundum wie ein lateinisches Verbalsubstantiv (Gerundium) klingen. Die werden verwendet, um ein Verb zu substantivieren. Die Ausdrücke Illegitimi und Illegitimis sind Pluralformen (Nominativ bzw. Ablativ) der Grundform Illegitimus (im Deutschen etwa: Unrechtmäßiger). Der Begriff hätte im Lateinischen theoretisch zwar auch als Bezeichnung für einen außerehelich gezeugten Bastard genutzt werden können, eine solche Verwendung war im historischen Sprachgebrauch aber nicht üblich. Eine korrekte lateinische Formulierung für die Aussage Lass dich von den Mistkerlen nicht kleinkriegen wäre etwa: Noli nothis permittere te terere.
Die Zeitschrift The New Republic erklärte die Bedeutung des Mottos 1967 mit Don’t let the so-and-so’s shut you up. Nach einer Mindermeinung könnte die Phrase auch aus einem Fehler bei der Übertragung des lateinischen Ausdrucks Ne illegitimi carbunculi tibi in facie sint entstanden sein.

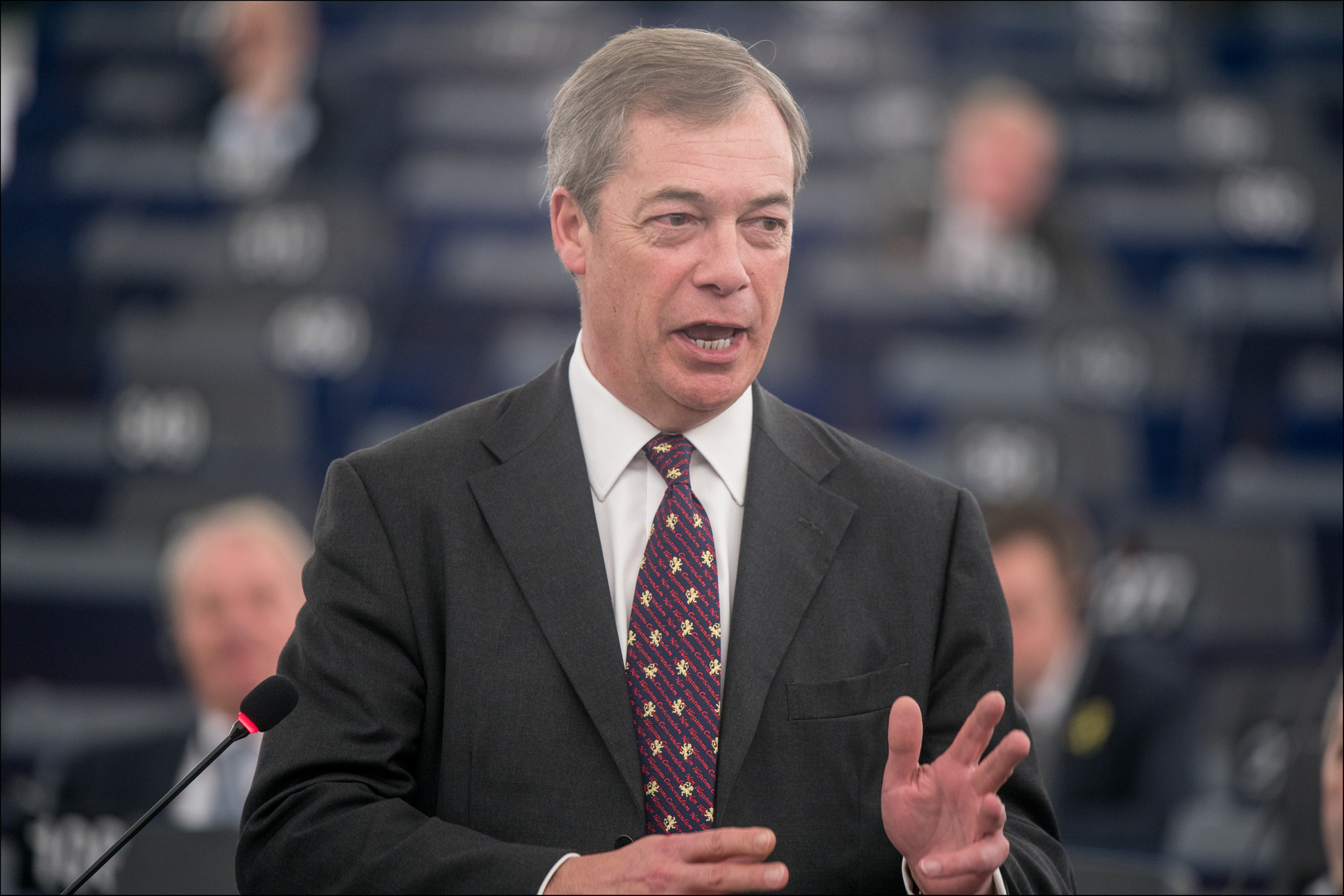
Auf einer Krawatte des Politikers Nigel Farage wird der Spruch (rot auf blau, lesbar bei Abruf der Originaldatei in höchster Auflösung) wiedergegeben

## Verwendung
- Der damalige Sprecher des Repräsentantenhauses der Vereinigten Staaten, John Boehner, hatte einen Aufsteller mit der Phrase auf seinem Fensterbrett in Washington, D.C. stehen, wie im Februar 2013 in einem eher scherzhaften Fotobeitrag des Medienportals BuzzFeed festgestellt wurde.[8]
- Illegitimum non carborundum ist das Motto der Band der Harvard University. Im Jahr 1953 verfassten drei Mitglieder des Orchesters eine Strophe aus sinnlosen lateinischen Versen für das Kampflied Ten Thousand Men of Harvard, in die sie das Motto einarbeiteten.[9]
- Im 1958 veröffentlichten Roman Saturday Night and Sunday Morning von Alan Sillitoe erinnert sich der Held des Romans, Arthur Seaton, den Sinnspruch von einem Bekannten gehört zu haben.[10]
- In einer Replik auf einen Tweet des US-Präsidenten Donald Trump stellte Meghan McCain, die Tochter des verstorbenen Senators John McCain, im März 2019 fest, dass dieser in solchen Fällen häufig den Ausdruck Illegitimi non carborundum verwandt habe.[11]

## Varianten
Der Begriff wird in mehreren abgewandelten Varianten wie Illegitimati non carborundum, Illegitimis non carborundum, Nil illegitimi carborundum, Non illegitimi carborundum oder Nil carborundum illegitimi verwandt.
In der US-Politik wurde der Spruch in der Abwandlung Noli permittere illegitimi carborundum durch Senator Barry Goldwater populär. Er brachte in seinem Büro eine Tafel mit dieser Inschrift an.
Nolite te bastardes carborundorum ist eine Formulierung, die in Margaret Atwoods Roman The Handmaid’s Tale, verfilmt als The Handmaid’s Tale – Der Report der Magd, genannt wird. Obwohl als Scherz aus der Schulzeit der Autorin stammend, wurde der Begriff in Folge auch als Sinnspruch feministischen Widerstands gegen Repressionen genutzt.
Mit Bezug auf die Tätowierungen des Satzes stellte die Autorin fest:

“I’ll tell you the weird thing about it. It was a joke in our Latin classes. So this thing from my childhood is permanently on people’s bodies.”

„Das Verrückte an der Sache ist: Es war ein Witz in unserem Lateinunterricht. Dieser Spass aus meiner Kindheit ist dauerhaft auf den Körpern von Menschen.“

Den Ausdruck Nil carborundum benutzte der britische Drehbuchautor Henry Livings (1929–1998) im Jahr 1962 als Titel eines Theaterstücks der Royal Shakespeare Company und einer Fernsehkomödie. Ebenso wurde diese Formulierung von dem britischen Schriftsteller Martin Charlton Woodhouse (1932–2011) in seinem 1968 erschienenen Roman Rock Baby verwendet.

## Sonstiges
Die englischsprachige Bedeutung (Don’t let the bastards grind you down) wurde als Titel zweier Lieder sowie eines Minialbums verwendet:
- Motörhead, 1982, Song: (Don’t let 'em) Grind you down, Album: Iron Fist, Bronze Records[15]
- The Exploited und Anti-Pasti, 1981, Minialbum: Don’t let ’em grind you down, Superville Records
- The Toasters, 1997, Song: Don’t let the bastards grind you down, Grover Records